# Urosigalphus curculionis
Urosigalphus curculionis är en stekelart som beskrevs av Gibson 1972. Urosigalphus curculionis ingår i släktet Urosigalphus och familjen bracksteklar. Inga underarter finns listade i Catalogue of Life.